# 사촌
사촌(四寸) 또는 사촌형제자매(四寸兄弟姊妹)는 아버지나 어머니의 형제자매(兄弟姊妹)의 자녀를 말한다. 친·외조부모(祖父母)로부터 갈라져 나온 혈족으로서 4촌인 방계혈족이다. 즉, 족보상 대수(代數)가 동등하면서 촌수가 4(부모와 자식간 촌수 1+ 부모와 부모(夫母)의 형제자매간 촌수 2+ 부모의 형제자매와 부모의 형제자매의 자식간 촌수 1)인, 친척을 말한다.

## 구분
사촌형제자매는 부모의 관계에 따라서 다음과 같이 구분한다.
종형제자매(從兄弟姉妹)
아버지의 남자형제, 즉 아버지의 형(큰아버지), 아버지의 남동생(작은아버지)의 자녀를 가리킨다. 친사촌, 당형제자매(堂兄弟姉妹), 동당(同堂)형제자매라고도 한다. 이종사촌과는 반대로 친할아버지와 친할머니를 공유하며, 친사촌끼리는 서로 성씨가 같다. 형과 남동생이 각각 본인들의 아내와 결혼해서 낳은 자식들 사이의 관계를 말한다.
중표형제자매(中表兄弟姉妹)
외종·고종·이종사촌을 가리킨다. 아버지의 자매 및 어머니의 형제자매 쪽 척족을 가리키는 중표친(中表親)에서 나온 말이다. 줄여서 표형제자매(表兄弟姉妹)
- 외사촌(外從四寸): 어머니의 남자형제(외삼촌)의 자녀를 가리키며, '외가의 종형제자매'란 뜻이다. 고종사촌이 나를 부르거나 내가 외사촌을 부르는 말로, 외할아버지와 외할머니의 친손자녀를 일컫는 말이다. 내종형제자매(內從兄弟姉妹)라고도 한다. 고종사촌과는 반대로 남매 중에서 남자 형제 쪽이 본인의 아내와 결혼해서 낳은 자식을 여자 형제 쪽이 본인의 남편과 결혼해서 낳은 자식이 부르고 일컫는 말이다.
- 고종사촌(姑從四寸): 아버지의 여자형제(고모)의 자녀를 가리킨다. '고모에게서 태어난 종형제자매'라는 뜻이다. 외사촌이 나를 부르거나 내가 고종사촌을 부르는 말로, 친할아버지와 친할머니의 외손자녀를 일컫는 말이다. 외종형제자매(外從兄弟姉妹)라고도 한다. 외사촌과는 반대로 남매 중에서 여자 형제 쪽이 본인의 남편과 결혼해서 낳은 자식을 남자 형제 쪽이 본인의 아내와 결혼해서 낳은 자식이 부르고 일컫는 말이다.
- 이종사촌(姨從四寸): 어머니의 여자형제(이모)의 자녀를 가리킨다. '이모에게서 태어난 종형제자매'라는 뜻이다. 친사촌과는 반대로 외할아버지와 외할머니를 공유하며, 이종사촌끼리는 성씨가 다르다. 언니와 여동생이 각각 본인들의 남편과 결혼해서 낳은 자식들 사이의 관계를 말한다.

## 사촌간 결혼

세계의 사촌간 결혼에 관한 법률
사촌간 결혼이 가능
종교나 문화에 따라 적법성을 따짐
법령으로 사촌간 결혼을 금지
예외 조항을 두고 금지
범죄
자료없음

대한민국, 북한, 중국, 대만, 필리핀 등 여러 아시아 국가들에서는 사촌 간의 결혼을 금지하고 혼인의 효력을 인정하지 않는다. 인도에서는 사촌 간의 결혼을 힌두교 문화에 따라 법으로 엄격히 금지하는데, 당사자 양쪽이 이슬람교도인 경우에만 허용한다. 반면, 일본, 태국, 중동(이슬람권)과 다수의 유럽 및 아메리카 국가들에서는 사촌 간의 결혼을 허용하고 있다.
미국에서 사촌 간의 결혼은 31개주가 금지하며, 19개주는 허용한다. 다만, 금지하는 주 가운데 7개주는 생식능력이 없음을 증명하는 등의 특별한 사정이 있는 경우에는 허용한다.
사촌 간의 결혼을 허용하는 국가 가운데 이슬람권 국가는 사촌 간의 결혼이 전체 혼인의 25%를 넘고, 이스라엘은 5.2%, 일본은 1.6%를 차지하지만, 유럽, 북아메리카, 오세아니아에서는 매우 드물다.
이슬람권에서의 사촌혼은 대부분이 부계(父系)인 친사촌 간의 혼인이다. 이슬람권에서도 율법적으로 3촌 이내의 혈족과의 혼인은 철저히 금지된다. 그러나, 사촌 간의 혼인은 금지하지 않는다. 이슬람교 율법에서는 딸에게도 아들의 2분의 1만큼 상속권을 인정했는데, 부계 중심의 아랍 사회에서는 족외혼으로 다른 부족의 사위를 맞아들일 경우 재산의 일부(딸이 상속할 재산)를 잃을 수 있다는 점 때문에 부계 가족의 재산을 지킬 의도로 이슬람교가 출현한 7세기 이후 사촌혼이 급증했다. 그 밖에 중동의 과도한 결혼지참금 제도도 사촌혼을 부추기는 원인으로 평가된다.

## 같이 보기
- 평행사촌